# Ulrich Brocker
Ulrich Brocker (* 17. Februar 1943 in Hamm, Nordrhein-Westfalen) ist ein deutscher Verwaltungsjurist und Verbandsfunktionär. Er war von 2008 bis 2010 Hauptgeschäftsführer des Arbeitgeberverbandes Gesamtmetall.

## Leben
Ulrich Brocker besuchte das altsprachliche Gymnasium Hammonense in Hamm/Westf. und legte 1962 dort sein Abitur ab. Danach studierte er Rechtswissenschaften an der Eberhard Karls Universität Tübingen, der Rheinischen Friedrich-Wilhelms-Universität Bonn und der Westfälischen Wilhelms-Universität Münster. Dort wurde er 1973 zum Dr. iur. promoviert. Titel der Arbeit: "Die Verfassungsmäßigkeit des Gesetzes zur Anpassung und Gesundung des deutschen Steinkohlenbergbaus als Mittel staatlicher Wirtschaftslenkung."
Vom 1. August 1969 bis zum 31. Dezember 1970 arbeitete Brocker als Assistent des Bundestagsabgeordneten Günter Rinsche. Seine berufliche Laufbahn begann Brocker 1974 als wissenschaftlicher Referent beim Gesamtverband der metallindustriellen Arbeitgeberverbände (Gesamtmetall) in Köln. Im Jahr 1984 wechselte er als Hauptgeschäftsführer zum Verband der Keramischen Industrie (VKI) im oberfränkischen Selb, den er bis Ende 1995 führte. Im Jahr 1996 wurde Brocker Hauptgeschäftsführer des Verbandes der Metall- und Elektroindustrie Baden-Württemberg (Südwestmetall) und der Landesvereinigung Baden-Württembergischer Arbeitgeberverbände in Stuttgart. Nach seinem altersbedingten Ausscheiden bei Südwestmetall kehrte Brocker 2008 als Hauptgeschäftsführer zu Gesamtmetall zurück und führte dessen Geschäfte in Berlin bis Ende Oktober 2010.
Brocker war einer der Initiatoren der von den Arbeitgeberverbänden der deutschen Metall- und Elektroindustrie getragenen Initiative Neue Soziale Marktwirtschaft, die nach ihrer Gründung im Jahr 2000 das Bewusstsein der Deutschen für die Notwendigkeit von Reformen in der Sozial-, Finanz- und Bildungspolitik wecken sollte. Die Initiative mit Sitz in Berlin ist eine überparteiliche Bewegung, die sich als Bewahrer der Sozialen Marktwirtschaft als Grundlage für Wettbewerbsfähigkeit und Wohlstand versteht.
Brocker ist Mitglied der katholischen Studentenverbindung AV Guestfalia Tübingen im CV und ist Mitglied des Bund Katholischer Unternehmer (BKU). 2004 war Brocker Mitglied der 12. Bundesversammlung.